# Blade, il duro della Criminalpol
Blade, il duro della Criminalpol (Blade) è un film del 1973 diretto da Ernest Pintoff.

## Trama
Un detective di New York dà la caccia a un sadico serial killer.

## Critica
Leonard Maltin ha definito il film "un po' pretenzioso ma coinvolgente".